# Thrash metal da Bay Area
Thrash metal da Bay Area foi um movimento musical ocorrido na área da baía de São Francisco, na Califórnia, EUA, conhecido pela explosão de bandas novas de metal que, influenciadas principalmente pelo hardcore punk e pela NWOBHM criaram uma nova vertente do metal, chamada thrash metal e que possui vários seguidores até hoje. Os nomes mais lembrados dessa região são de bandas como Megadeth, Slayer, Metallica, Exodus, Testament, Forbidden, Vio-lence, Death Angel, Lääz Rockit, e depois de alguns anos, o Machine Head, o Hirax e o Skinlab.

## Bandas Notáveis
| Banda               | Cidade da Bay Area | Ano de Formação                                 |
| ------------------- | ------------------ | ----------------------------------------------- |
| Attitude Adjustment | Walnut Creek       | 1983                                            |
| Blind Illusion      | El Sobrante        | 1979/1980                                       |
| Death Angel         | Concord            | 1982                                            |
| Defiance            | Oakland            | 1985                                            |
| Epidemic            | Palo Alto          | 1987                                            |
| Exodus              | Berkeley           | 1979/1980                                       |
| Forbidden           | Fremont            | 1985                                            |
| Heathen             | Oakland            | 1984                                            |
| Lääz Rockit         | Berkeley           | 1982                                            |
| Metallica           | El Cerrito         | 1981; 1983 (quando se mudaram para a Bay Area). |
| Mordred             | São Francisco      | 1984                                            |
| Possessed           | El Sobrante        | 1983                                            |
| Sadus               | Antioch            | 1984                                            |
| Slayer              | Huntington Park    | 1981                                            |
| Testament           | Berkeley           | 1983                                            |
| Vio-Lence           | Oakland            | 1985                                            |